# Prix Acfas Urgel-Archambault
Pour les articles homonymes, voir Archambault (homonymie).
Pour un article plus général, voir Acfas.
Le Prix Acfas Urgel-Archambault est  est l'une des douze distinctions remise au sein de la francophonie canadienne par l'Acfas. Le prix récompense un chercheur ou une chercheuse pour ses travaux en physique, mathématiques, en informatique ou en génie. Il a été créé en 1953 en l'honneur d'Urgel-Eugène Archambault, directeur-fondateur de Polytechnique Montréal. Parmi les récipiendaires du prix, il y a notamment Jacques E. Desnoyers, ancien directeur-scientifique à l’Institut national de la recherche scientifique, ainsi qu'Armand Frappier, célèbre médecin et microbiologiste qui a œuvré dans les années 1930-1940.

## Lauréats
- 1953 : Ernest Cormier, architecture, École polytechnique de Montréal
- 1954 : Armand Frappier, médecine, Université de Montréal
- 1955 : Adrien Pouliot, génie et mathématiques, Université Laval
- 1956 : non remis
- 1957 : Gustave Prévost, biologie, Université de Montréal
- 1958 : Joseph-Alphonse Ouimet, génie, Société Radio-Canada
- 1959 : Georges-Henri Lévesque, sociologie, Université Laval
- 1960 : Arthur Surveyer, génie civil, SNC
- 1961 : Fernand Seguin, vulgarisation scientifique
- 1962 : non remis
- 1963 : Alphonse-Olivier Dufresne, géologie, École polytechnique de Montréal
- 1964 : Pierre Gendron, chimie, Université de Montréal
- 1965 : Jacques Genest, médecine, Université McGill
- 1966 : William Gauvin, génie chimique, Université McGill
- 1967 : Jean-Paul Gignac, génie, Université de Montréal
- 1968 : Jean-Louis Boivin, chimie
- 1969 : Paul David, médecine, Institut de cardiologie de Montréal
- 1970 : Lionel Boulet, génie électrique, Université Laval
- 1971 : Jacques Beaulieu, génie, INRS-Énergie, Matériaux et Télécommunications
- 1972 : Claude Fortier, médecine, Université Laval
- 1973 : Albert Cholette, générie chimique, Université Laval
- 1974 : Jean-Jacques Archambault et Lionel Cahill, génie, Institut de recherche d'Hydro-Québec
- 1975 : Hans Selye, médecine, Université de Montréal
- 1976 : Roger Boucher, biochimie
- 1977 : Roger A. Blais, génie, Université de Sherbrooke
- 1978 : Michel Chrétien, médecine, Université d'Ottawa
- 1979 : Joseph Hode Keyser, génie, École polytechnique de Montréal
- 1980 : Henri P. Schreiber, génie, École polytechnique de Montréal
- 1981 : Robert Marchessault, chimie, Xerox
- 1982 : André Joyal, mathématiques, Université du Québec à Montréal
- 1983 : Aldée Cabana, chimie, Université de Sherbrooke
- 1984 : Ashok Vijh, électrochimie, Institut de recherche d'Hydro-Québec
- 1985 : Jacques E. Desnoyers, physico-chimie, Institut national de la recherche scientifique
- 1986 : Joshua Rokach, chercheur en chimie, Merck Frosst
- 1987 : Stephen Hanessian, chimie, Université de Montréal
- 1988 : Gregor V. Bochmann, physique, Université de Montréal
- 1989 : Gilles Fontaine, physique, Université de Montréal
- 1990 : Francis Clarke, mathématique, Université de Montréal
- 1991 : Guy Perreault, génie minier, École polytechnique de Montréal
- 1992 : Gilles Brassard, informatique et recherche opérationnelle, Université de Montréal
- 1993 : Raymond Bartnikas, génie, Institut de recherche d'Hydro-Québec
- 1994 : Serge Kaliaguine, génie chimique, Université Laval
- 1995 : Michel Delfour, mathématiques appliquées, Université de Montréal
- 1996 : Howard Alper, chimie et sciences biomoléculaires, Université d'Ottawa
- 1997 : Robert Prud'homme, chimie, Université Laval
- 1998 : Louis Taillefer, physique, Université de Sherbrooke
- 1999 : Ke Wu, génie électrique et informatique, École polytechnique de Montréal
- 2000 : Pierre J. Carreau, rhéologie des polymères, École polytechnique de Montréal
- 2001 : John Jonas, mines et génie métallurgique, Université McGill
- 2002 : Pierre L'Écuyer, informatique et recherche opérationnelle, Université de Montréal
- 2003 : André-Marie Tremblay, physique, Université de Sherbrooke
- 2004 : Adi Eisenberg, chimie, Université McGill
- 2005 : André Bandrauk, chimie, Université de Sherbrooke
- 2006 : André B. Charette, chimie, Université de Montréal
- 2007 : Victoria Kaspi, astrophysique, Université McGill
- 2008 : James Wuest, tectonique moléculaire, Université de Montréal
- 2009 : Yoshua Bengio, intelligence artificielle, Université de Montréal
- 2010 : François Major, bioinformatique, Université de Montréal
- 2011 : Mario Leclerc, sciences des matériaux polymères, Université Laval
- 2012 : Masoud Farzaneh, ingénierie du froid, Université du Québec à Chicoutimi
- 2013 : Christophe Caloz, génie électromagnétique, École polytechnique de Montréal
- 2014 : Alexandre Blais, informatique quantique, Université de Sherbrooke
- 2015 : Françoise Winnik, chimie, Université de Montréal[2]
- 2016 : Gilbert Laporte, recherche opérationnelle, HEC Montréal[1]
- 2017 : René Doyon, astrophysique, Université de Montréal[3]
- 2018 : Pierre Thibault, chimie bioanalytique, Université de Montréal[4]
- 2019 : Normand Voyer, biochimie, Université Laval[5]
- 2020 : Réal Vallée, physique et optique, Université Laval[6]
- 2021 : Federico Rosei, génie des matériaux, INRS-EMT[7]
- 2022 : Luc Vinet, physique, Université de Montréal
- 2023 : Roberto Morandotti, physique quantique et photonique, INRS – Centre Énergie Matériaux Télécommunications
- 2024 : Clément Gosselin, génie mécanique, Université Laval